# Linea Hyŏksin
La linea Hyŏksin (혁신선?; 革新線?) è una linea della metropolitana di Pyongyang che collega la capitale nordcoreana da ovest, con capolinea Kwangbok, ad est, attestandosi al capolinea di Rakwŏn.
Incrocia la linea Ch'ŏllima nella stazione di Chŏnu.

## Percorso
| Linea 2 Hyŏksin-sǒn 혁신선 |        |        |                          |                             |                  |
| Stazione                   | Hangŭl | Hanja  | Significato in italiano  | Interscambio                | Apertura         |
| Kwangbok                   | 광복   | 光復   | Rinascita                |                             | 9 settembre 1978 |
| Kŏn'guk                    | 건국   | 建国   | Fondazione della Nazione | Linea Pyŏngnam (Potonggang) | 9 settembre 1978 |
| Hwanggŭmbŏl                | 황금벌 | 黄金原 | Campo dorato             |                             | 6 settembre 1978 |
| Kŏnsŏl                     | 건설   | 建設   | Costruzione              |                             | 6 settembre 1978 |
| Hyŏksin                    | 혁신   | 革新   | Restaurazione            |                             | 9 settembre 1975 |
| Chŏnsŭng                   | 전승   | 戦勝   | Guerra vittoriosa        | Linea Ch'ŏllima (Chŏnu)     | 9 settembre 1975 |
| Samhŭng                    | 삼흥   | 三興   | Tre origini              |                             | 9 settembre 1975 |
| Kwangmyŏng                 | 광명   | 光明   | Splendore                |                             | 9 settembre 1975 |
| Rakwŏn                     | 락원   | 楽園   | Paradiso                 |                             | 9 settembre 1975 |

- La stazione di Kwangmyŏng ha chiuso nel 1995